# (569) Misa
(569) Misa – planetoida z pasa głównego asteroid okrążająca Słońce w ciągu 4 lat i 121 dni w średniej odległości 2,66 j.a. Została odkryta 27 lipca 1905 roku w Obserwatorium Uniwersyteckim w Wiedniu przez Johanna Palisę. Nazwa planetoidy pochodzi od Misy, greckiej bogini w orfizmie. Przed nadaniem nazwy planetoida nosiła oznaczenie tymczasowe (569) 1905 QT.